# Associazione Sportiva Alba 1939-1940
Questa voce raccoglie le informazioni riguardanti l'Associazione Sportiva Alba nelle competizioni ufficiali della stagione 1939-1940.

## Rosa
| N. |                   | Ruolo | Calciatore            |
| -- | ----------------- | ----- | --------------------- |
|    | Italia (bandiera) | C     | Sergio Andreoli       |
|    | Italia (bandiera) | P     | Emilio Battaglia      |
|    | Italia (bandiera) | A     | Orello Botticelli     |
|    | Italia (bandiera) | D     | Elio Caprodossi       |
|    | Italia (bandiera) | D     | Claudio Catelli       |
|    | Italia (bandiera) | C     | Ermete Proietti Cenci |
|    | Italia (bandiera) | D     | Mario De Santis       |
|    | Italia (bandiera) | C     | A. Egidi              |
|    | Italia (bandiera) | A     | Attilio Forlani       |
|    | Italia (bandiera) | A     | Sergio Giannarelli    |
|    | Italia (bandiera) | A     | Marcello Giordani     |

| N. |                   | Ruolo | Calciatore        |
| -- | ----------------- | ----- | ----------------- |
|    | Italia (bandiera) | D     | Romolo Leslini    |
|    | Italia (bandiera) | P     | Dante Luciani     |
|    | Italia (bandiera) | D     | Publio Mariani    |
|    | Italia (bandiera) | A     | Guido Muzzioli    |
|    | Italia (bandiera) | C     | Oddo Oddi         |
|    | Italia (bandiera) | D     | Renato Pastori    |
|    | Italia (bandiera) | A     | Renato Piacentini |
|    | Italia (bandiera) | A     | Rodolfo Rosati    |
|    | Italia (bandiera) | A     | Fausto Sciamanna  |
|    | Italia (bandiera) | D     | Bruno Strappini   |
|    | Italia (bandiera) | C     | Armando Testoni   |